# ¿Dónde estás, Negro?
¿Dónde estás, Negro? es una película documental de Argentina filmada en colores dirigida por Alejandro Maly sobre su propio guion que se estrenó el 8 de abril de 2016 en el marco del BAFICI. El filme contó con la participación como entrevistados de Santiago Bal, Marco Bonetti,  Miguel Ángel Lembo, Natán Solans y Silvio Soldán.
El título reproduce una pregunta que Chirolita, el muñeco, le hacía al célebre ventrílocuo Mister Chasman en muchos de sus espectáculos.

## El director
Alejandro Maly (Buenos Aires, 1979) se graduó en la carrera de cine en la Universidad de Buenos Aires, también estudió fotografía y montaje cinematográfico y trabajó en producciones de televisión como camarógrafo y editor. 

## Sinopsis
A partir de la vida del ventrílocuo argentino Mister Chasman y su célebre alter ego Chirolita, este documental explora la relación que tienen los ventrílocuos con sus muñecos.

## Entrevistados
- Santiago Bal
- Marco Bonetti
- Miguel Ángel Lembo
- Natán Solans
- Silvio Soldán

## Comentarios
Ezequiel Obregón en el sitio web  escribiendocine.com dijo:

”…en la primera parte…Con una interesante impronta estética (en la que sobresale el humo de cigarrillo, marca distintiva de muchos de estos cuadros de humor), el realizador se adentra en el complejo y curioso vínculo entre el muñeco y el humano, y a la vez esboza una imagen del mundo del espectáculo que ya forma parte del pasado….La segunda parte…y la tercera profundizan su mirada sobre el oficio…da cuenta de la existencia de una agrupación que congrega ventrílocuos y muestra el costado más personal de los artistas; sus obsesiones, los diversos estilos, el universo de la creación y restauración de los muñecos, y –claro- el aspecto más “bizarro” del asunto…. documental de observación, en el que conviven aristas historicistas… y –lo más interesante- dramáticas, vinculadas al afecto que desarrollan los ventrílocuos por sus inseparables figuras. Es muy atinado que Maly respete a los artistas (hubiera sido muy fácil parodiarlos) y, acaso por primera vez, los deje hablar por solos y por voz propia.

José Tripodero en el sitio web  asalallena.com dijo:

”…film nostálgico, conmovedor y estructurado con el ensueño de un cuento maravilloso.” 

Catalina Dlugi en el sitio web  elportaldecatalina.com dijo:

”Un mundo para descubrir… es el que  conforman los ventrílocuos. El más famoso Chasman y Chirolita…y esa singular relación  con el muñeco que le servía para dar a conocer sus pensamientos más íntimos. Y un destino por demás extraño. Pero el film también se nutre de profesionales históricos y actuales en un arte raro, circense, siempre misterioso y de algún modo oscuramente seductor. Los testimonios de los protagonistas son reveladores de un arte entre humanos y muñecos que siempre tendrá un público predispuesto.

Marcela Bárbaro en el sitio web  subjetiva.com.ar  dijo:

”…Chasman y Chirolita… Se presentaban vestidos iguales para entablar un diálogo humorístico y nostálgico…documental que aborda la relación particular y simbiótica que se produce entre quienes ejercen la ventriloquia y sus muñecos. Un vínculo que, en el caso de Chirolita, funciona como álter ego de su creador….se va construyendo un relato a través de imágenes de archivo, voz en off de sus diálogos y entrevistas a compañeros de trabajo o amigos de Chasman…Más cercano al formato de documental televisivo y, en lo formal, con las mismas herramientas discursivas a lo largo del film; el realizador no cuenta más que eso, ni se permite tomar partido con mayor soltura. La mirada sobre los hechos mantiene cierta distancia y deja un halo de misterio sobre la personalidad de Chasman…Hacia el final, la pregunta sobre el destino de Chirolita deja al descubierto la relación entre el hombre y el objeto; ese objeto visto para algunos como una extensión de ellos mismos; en otros, como una proyección de sus deseos, y en varios, sólo algo artístico.